# نورث فيرنون
نورث فيرنون (إنديانا) (بالإنجليزية: North Vernon, Indiana)‏ هي مدينة تقع في الولايات المتحدة في مقاطعة جينينغز (إنديانا). يقدر عدد سكانها بـ 6,728 نسمة ومساحتها 17.17 كم2 وترتفع عن سطح البحر 219 متر.

## التركيبة السكانية
قام مكتب تعداد الولايات المتحدة بتحديد بيانات التركيبة السكانية لنورث فيرنونفي تعداد الولايات المتحدة. في ما يلي، التركيبة السكانية حسب تعدادي 2000 و2010.

### تعداد عام 2000
بلغ عدد سكان نورث فيرنون 6,515 نسمة بحسب تعداد عام 2000، وبلغ عدد الأسر 2,665 أسرة وعدد العائلات 1,684 عائلة مقيمة في المدينة. في حين سجلت الكثافة السكانية 1,484.4 نسمة لكل ميل مربع (573.1/كم2). وبلغ عدد الوحدات السكنية 2,892 وحدة بمتوسط كثافة قدره 658.9 نسمة لكل ميل مربع (254.4/كم2).
وتوزع التركيب العرقي للمدينة بنسبة 96.47% من البيض و 0.20% من الأمريكيين الأصليين و 0.40% من الأمريكيين ذوي الأصول الآسيوية و 1.49% من الأمريكيين الأفارقة و 1.17% من عرقين مختلطين أو أكثر.
بلغ عدد الأسر 2,665 أسرة كانت نسبة 33.1% منها لديها أطفال تحت سن الثامنة عشر تعيش معهم، وبلغت نسبة الأزواج القاطنين مع بعضهم البعض 44.9% من أصل المجموع الكلي للأسر، ونسبة 13.6% من الأسر كان لديها معيلات من الإناث دون وجود شريك، وكانت نسبة 36.8% من غير العائلات. تألفت نسبة 32.0% من أصل جميع الأسر من أفراد ونسبة 13.8% كانوا يعيش معهم شخص وحيد يبلغ من العمر 65 عاماً فما فوق. وبلغ متوسط حجم الأسرة المعيشية 3.01، أما متوسط حجم العائلات فبلغ 2.39.
بلغ العمر الوسطي للسكان 34 عاماً. وكانت نسبة 27.5% من القاطنين تحت سن الثامنة عشر، وكانت نسبة 10.1% بين الثامنة عشر والأربعة وعشرون عاماً، ونسبة 28.1% كانت واقعةً في الفئة العمرية ما بين الخامسة والعشرون حتى والأربعة وأربعون عاماً، ونسبة 19.3% كانت ما بين الخامسة والأربعون حتى الرابعة والستون، ونسبة 15.0% كانت ضمن فئة الخامسة والستون عاماً فما فوق. يوجد لكل 100 أنثى 84.9 ذكر، ويوجد لكل 100 أنثى في الثامنة عشر من عمرها فما فوق 82.4 ذكر.
بلغ متوسط دخل الأسرة في المدينة 34,244 دولار، أما متوسط دخل العائلة فبلغ 41,020 دولار. وكان متوسط دخل الذكور 31,173 دولار مقابل 21,137 دولار للإناث. وسجل دخل الفرد الخاص بالمدينة 16,836 دولار. وكانت نسبة 7.6% من العائلات ونسبة 11.8% من السكان تحت خط الفقر، وكان من هؤلاء نسبة 15.5% تحت سن الثامنة عشر ونسبة 14.8% في الخامسة والستين من العمر وما فوق.

### تعداد عام 2010
بلغ عدد سكان نورث فيرنون 6,728 نسمة بحسب تعداد عام 2010، وبلغ عدد الأسر 2,656 أسرة وعدد العائلات 1,667 عائلة مقيمة في المدينة. في حين سجلت الكثافة السكانية 1,016.3 نسمة لكل ميل مربع (392.4/كم2). وبلغ عدد الوحدات السكنية 2,948 وحدة بمتوسط كثافة قدره 445.3 لكل ميل مربع (171.9/كم2).
وتوزع التركيب العرقي للمدينة بنسبة 95.0% من البيض و 0.2% من الأمريكيين الأصليين و 0.4% من الأمريكيين ذوي الأصول الآسيوية و 1.5% من الأمريكيين الأفارقة و 1.7% من عرقين مختلطين أو أكثر.
بلغ عدد الأسر 2,656 أسرة كانت نسبة 35.8% منها لديها أطفال تحت سن الثامنة عشر تعيش معهم، وبلغت نسبة الأزواج القاطنين مع بعضهم البعض 39.9% من أصل المجموع الكلي للأسر، ونسبة 17.0% من الأسر كان لديها معيلات من الإناث دون وجود شريك، بينما كانت نسبة 5.9% من الأسر لديها معيلون من الذكور دون وجود شريكة وكانت نسبة 37.2% من غير العائلات. تألفت نسبة 31.1% من أصل جميع الأسر من أفراد ونسبة 12.4% كانوا يعيش معهم شخص وحيد يبلغ من العمر 65 عاماً فما فوق. وبلغ متوسط حجم الأسرة المعيشية 3.01، أما متوسط حجم العائلات فبلغ 2.43.
بلغ العمر الوسطي للسكان 35.6 عاماً. وكانت نسبة 26.5% من القاطنين تحت سن الثامنة عشر، وكانت نسبة 9.7% بين الثامنة عشر والأربعة وعشرون عاماً، ونسبة 26.3% كانت واقعةً في الفئة العمرية ما بين الخامسة والعشرون حتى والأربعة وأربعون عاماً، ونسبة 23.4% كانت ما بين الخامسة والأربعون حتى الرابعة والستون، ونسبة 14.1% كانت ضمن فئة الخامسة والستون عاماً فما فوق. وتوزع التركيب الجنسي للسكان بنسبة 47.8% ذكور و52.2% إناث.